# Embelia schimperi
Embelia schimperi är en viveväxtart som beskrevs av Wilhelm Vatke. Embelia schimperi ingår i släktet Embelia och familjen viveväxter. Inga underarter finns listade i Catalogue of Life.